# Езенс
Езенс (њем. Esens) град је у њемачкој савезној држави Доња Саксонија. Једно је од 19 општинских средишта округа Витмунд. Према процјени из 2010. у граду је живјело 6.934 становника. Посједује регионалну шифру (AGS) 3462003.

## Географски и демографски подаци
Езенс се налази у савезној држави Доња Саксонија у округу Витмунд. Град се налази на надморској висини од 3 метра. Површина општине износи 21,7 km². У самом граду је, према процјени из 2010. године, живјело 6.934 становника. Просјечна густина становништва износи 320 становника/km².
- Bensersiel